# フライベルク

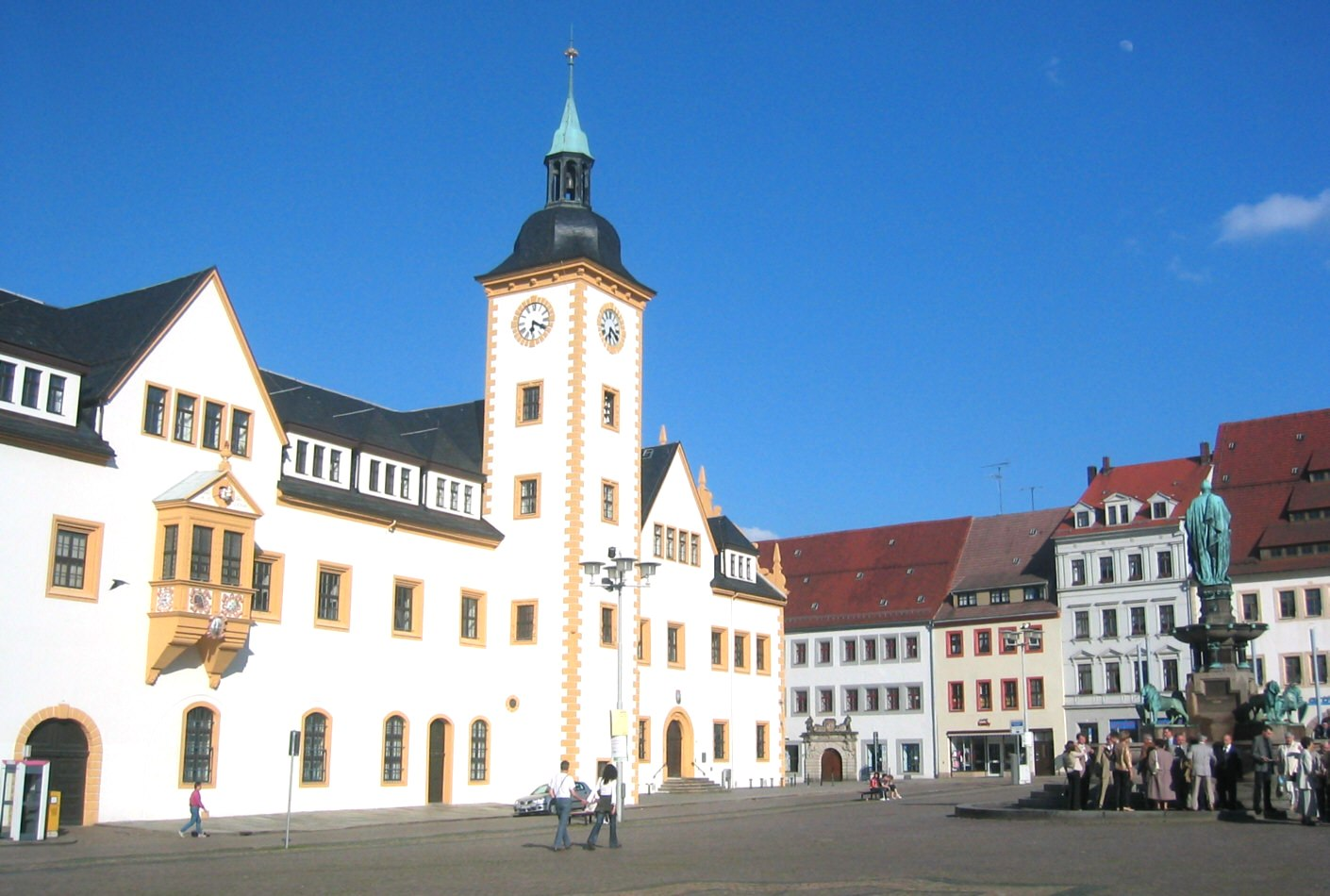
フライベルクの町並み

フライベルク（ドイツ語: Freiberg）は、ドイツ、ザクセン州ミッテルザクセン郡の都市である。なお2008年まで同郡はケムニッツ行政管区の下に置かれていた。人口は約41,000人である。
フライベルクはテューリンゲン・オーバーザクセン語内の境界をなしている。東側ではマイセン南東方言が、西側ではマイセン南方言が話されている。

## 歴史
12世紀に、エルツ山脈の北の麓の当地に銀鉱山が発見されたことにより歴史が始まり、何世紀も鉱山・鉱業の中心地として栄えてきた。
街のシンボルとして、また、鉱山業近代化・組織化を目的として、ハイニッツらの提案により1765年に鉱山学校が設立された。この種の学校としてはザクセンでは最初のもので、当時のヨーロッパ全体においても先進的な科学研究施設・技術教育機関で、設立の初期には水成説の主唱者で、鉱山学校の校長も務めたヴェルナー教授が研究・教育に力を入れ、有能な鉱山技師を養成した。世界中から学生たちがやってきた。欧州、南北アメリカに及び、フンボルトやフライエスレーベン、フランスのドービュイソン、ブラジルのアンドラダ、スペインのエルヤル兄弟等がいた。鉱物学、鉱山技術の学校としてはヨーロッパ有数の歴史を誇ったこのフライベルク鉱山学校から発展したフライベルク工科大学 (Technische Universität Bergakademie Freiberg) がある。

## 教育機関
- フライベルク工科大学 - 1765年にザクセン公子フランツ・クサーヴァーによって設立されたフライベルク鉱山学校が発祥である。鉱山学校としてはスロヴァキアのシェムニッツについで2番目に古い[6][注 6]。2005年現在4600人ほどの学生数の大学である。

## 姉妹都市
- アンベルク（ドイツ）
- クラウスタール＝ツェラーフェルト（ドイツ語版）（ドイツ）
- ダルムシュタット（ドイツ）
- デルフト（オランダ）
- ジャンティイ（フランス）
- ネスジオナ（ドイツ語版）（イスラエル）
- プシーブラム（ドイツ語版）（チェコ）
- ヴァウブジフ（ポーランド）

## 出身者
- クレメンス・ヴィンクラー - 化学者
- クルト・ネットー - 鉱山学者
- ヨハン・カール・フライエスレーベン - 鉱物学者
- フリードリヒ・ロベルト・ヘルメルト - 数学者
- カロリーネ・ギュルケ - フィギュアスケート選手
- マルクス・シューベルト - サッカー選手